# Giethoorn

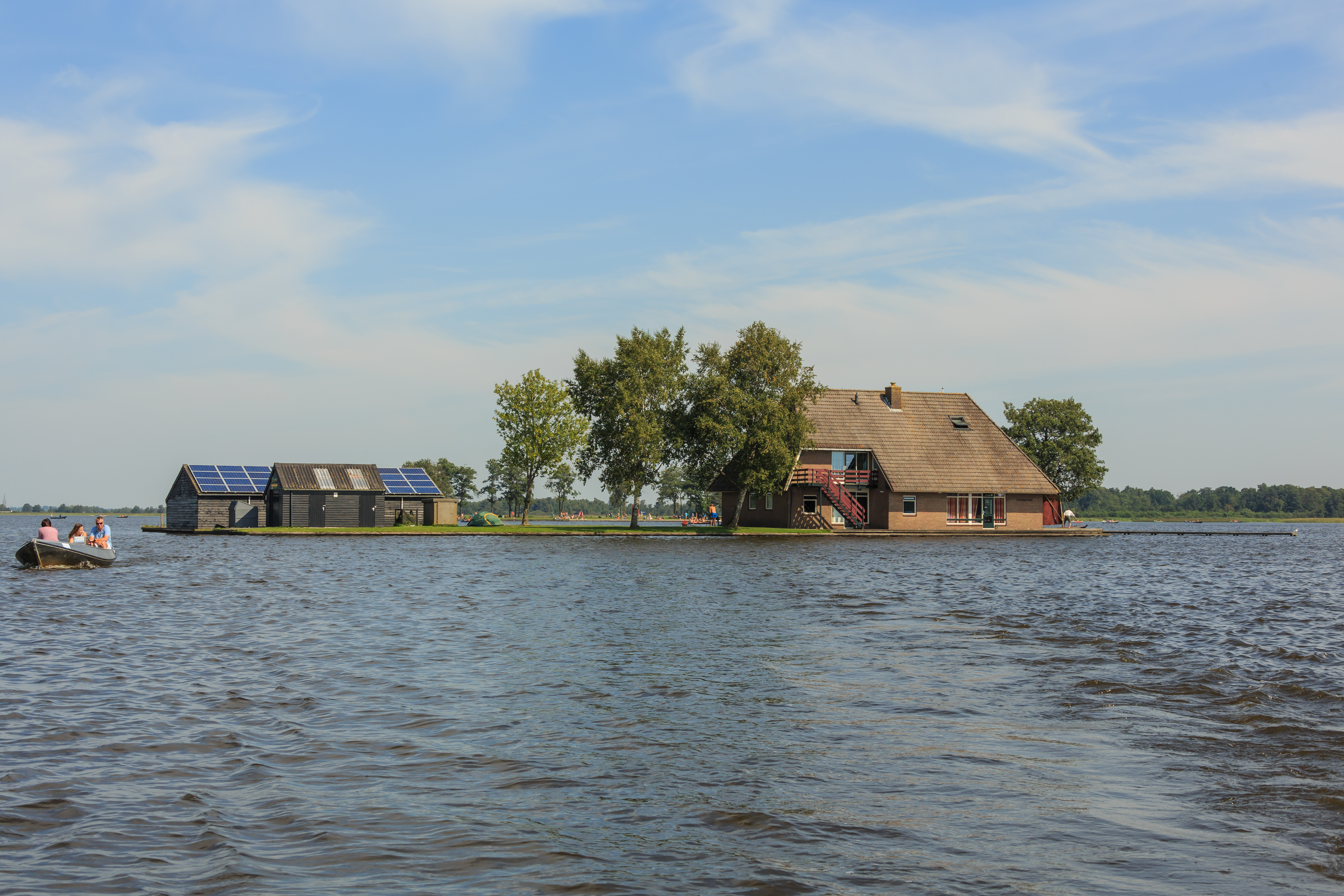
La Kraggehuis a Giethoorn

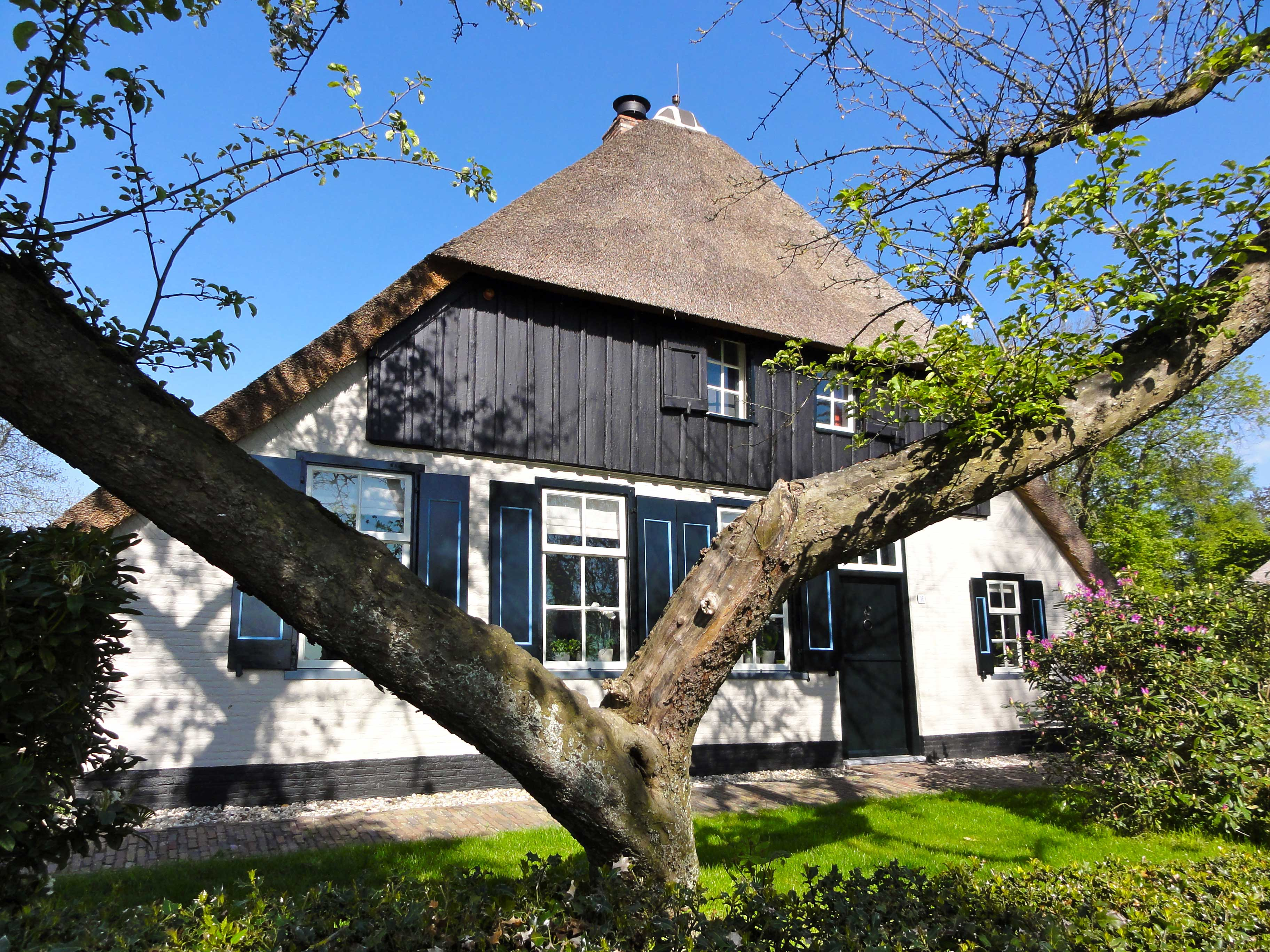
Edificio classificato come rijksmonument a Giethoorn

Giethoorn (Gietern nel dialetto locale) è un villaggio dei Paesi Bassi di circa 2.600 abitanti, appartenente al comune di Steenwijkerland, nella provincia dell'Overijssel (est dei Paesi Bassi).
La località è piuttosto nota a livello turistico per i suoi canali e ponti (se ne contano più di 176) immersi nel verde che ne hanno conferito il soprannome di "Venezia dei Paesi Bassi" o di "Venezia verde". Si trova nel mezzo di un parco naturale, costellato di torbiere acquitrinose e chiamato De Wieden. Gli abitanti di Giethoorn hanno solo due possibilità per spostarsi: tramite un’imbarcazione o con la bicicletta.
Dal punto di vista amministrativo, ha goduto dello status di comune fino al 1973.

## Geografia fisica

### Territorio
Giethoorn si trova a 120 km dalla capitale Amsterdam, nella parte nord-occidentale della provincia dell'Overijssel, tra Meppel (Drenthe) e Steenwijk ("capoluogo" della municipalità di Steenwijkerland), a circa 5 km a sud-ovest di Steenwijk e a sud-est di Blokzijl (una delle cittadine del comune di Steenwijkerland), al confine con la provincia della Drenthe.

## Storia
La località venne fondata all'inizio del XIII secolo dalla setta dei Flagellanti, fuggiti dalle persecuzioni. Il nome originario, geitenhoorn ("corno di capra") si riferiva alle numerose corna di capra selvaggia rinvenute nelle torbiere della zona, le quali sono anche rappresentate nello stemma del villaggio.
Giethoorn raggiunse la popolarità soprattutto dopo il 1958, quando vi venne girato dalla cineasta Bert Haanstra il film Fanfare.
Fino al 1º gennaio 1973, Giethoorn costituiva un comune a sé stante: in quella data venne infatti incorporato – assieme a Vollenhove, Blokzijl e Wanneperveen nella nuova municipalità di Brederwiede. In seguito, dal 1º gennaio del 2001, fu incorporato nel nuovo comune di Steenwijkerland, assieme agli ex-comuni di Steenwijk ed IJsselham.

## Monumenti e luoghi d'interesse

### Musei
Giethoorn dispone di diversi musei:
| Musei |
| --- |
| - De Oude Aarde (= "La vecchia terra"), che ospita minerali, cristalli, ecc. - Gloria Maris, esposizione di conchiglie - Histomobil, museo dell'automobile - t Olde Maat Uus, una fattoria dell'Ottocento, restaurata e trasformata in museo |

### Aree naturali
Nel territorio insistono le riserve naturali De Wieden e De Weerribben

## Infrastrutture e trasporti
Gran parte del centro storico di Giethoorn è – per la sua conformazione – accessibile solo a piedi, bicicletta o in barca.